# Побору (комуна)
Побору (рум. Poboru) — комуна у повіті Олт в Румунії. До складу комуни входять такі села (дані про населення за 2002 рік):
- Албешть (594 особи)
- Корнецелу (618 осіб)
- Крець (219 осіб)
- Побору (604 особи)
- Сурпень (69 осіб)
- Сяка (311 осіб)

Комуна розташована на відстані 128 км на захід від Бухареста, 28 км на північний схід від Слатіни, 66 км на північний схід від Крайови, 140 км на південний захід від Брашова.

## Населення
За даними перепису населення 2002 року у комуні проживали 2415 осіб, усі — румуни. Усі жителі комуни рідною мовою назвали румунську.
Склад населення комуни за віросповіданням:
| Релігія     | Кількість осіб | Відсоток |
| ----------- | -------------- | -------- |
| православні | 2413           | 99,9%    |
| адвентисти  | 2              | 0,1%     |